# 21e méridien ouest
En géographie, le 21e méridien ouest est le méridien joignant les points de la surface de la Terre dont la longitude est égale à 21° ouest.

## Géographie

### Dimensions
Comme tous les autres méridiens, la longueur du 21e méridien correspond à une demi-circonférence terrestre, soit 20 003,932 km. Au niveau de l'équateur, il est distant du méridien de Greenwich de 2 338 km,.
Avec le 159e méridien est, il forme un grand cercle passant par les pôles géographiques terrestres.

### Régions traversées
En commençant par le pôle Nord et descendant vers le sud au pôle Sud, Le 21e méridien ouest passe par:
| Coordonnées          | Pays, territoire ou mer | Notes                                                                                    |
| -------------------- | ----------------------- | ---------------------------------------------------------------------------------------- |
| 90° 00′ N, 21° 00′ O | Océan Arctique          |                                                                                          |
| 81° 13′ N, 21° 00′ O | Groenland               |                                                                                          |
| 78° 28′ N, 21° 00′ O | Baie Jokel (en)         |                                                                                          |
| 77° 56′ N, 21° 00′ O | Groenland               |                                                                                          |
| 73° 27′ N, 21° 00′ O | Océan Atlantique        | Mer du Groenland                                                                         |
| 65° 23′ N, 21° 00′ O | Islande                 |                                                                                          |
| 63° 49′ N, 21° 00′ O | Océan Atlantique        |                                                                                          |
| 60° 00′ S, 21° 00′ O | Océan Austral           |                                                                                          |
| 73° 57′ S, 21° 00′ O | Antarctique             | Territoire antarctique britannique, Liste des territoires revendiqués par le Royaume-Uni |